# Воєнний Доктор
Воїн (англ. Warrior) — дев'яте втілення вигаданого персонажа Доктора з британського наукового-фантастичного телесеріалу Доктор Хто. Його зіграв актор Джон Гарт. Згідно з міфологією серіалу, персонаж є попередником Дев'ятого Доктора, якого зіграв Крістофер Екклстон, проте вперше на екранах він з'явився тільки на вісім років пізніше за нього. 

## Загальний огляд
Через події Війни часу та небажання брати у ній участь Восьмий Доктор вимушений був переховуватися. У міні-епізоді Ніч Доктора, що вийшов 14 листопада 2013 року, було показано, як він, намагаючись урятувати пілота від неминучої аварії, сам стає її жертвою. Він гине, але Сестри Карна відновлюють його життя і ставлять його перед фактом: або він випиває еліксир життя, регенерує та завершує Війну часу, або помре через 4 хвилини. Доктор випиває еліксир і регенерує у Воїна.
Перша його поява на екрані відбулася 18 травня 2013 року в епізоді Ім'я Доктора, на останніх секундах якого Джона Гарта було представлено як таємне втілення Доктора, його найбільший секрет.

## Костюм
Костюм, у якому Воїн з'являється в епізодах Ім'я Доктора та День Доктора, включає жилетку Восьмого та шкіряну куртку Дев'ятого. Таке поєднання породило багато спекуляцій про те, що втілення, зігране Гартом, знаходиться хронологічно між Восьмим і Дев'ятим Докторами, що згодом і було підтверджено.

## Появи
Уперше Воїн з'явився на екрані на останніх хвилинах епізоду Ім'я Доктора. Одинадцятий Доктор та Клара Освальд знаходять його у часовому потоці Доктора. Доктор заявляє, що це те його втілення, яке він завжди намагався приховати. Також пояснює, що обране Володарем Часу ім'я означає свого роду обіцянку, і це його втілення цю обіцянку порушило, тому не має права називатися Доктором.
Проте перша його поява в хронології серіалу відбулася під час подій епізоду Ніч Доктора, коли Восьмий Доктор був змушений регенерувати. Сестри Карна запропонували йому багато варіантів нових обіцянок, і, відповідно, нових імен, і він обрав "Воїн". Саме ця нова обіцянка дозволить йому вплинути на перебіг Війни Часу.
У ювілейному спецепізоді, присвяченому 50-річчю серіалу, День Доктора, Воїн прибув на Галліфрей під час атаки далеків та вкрав секретну зброю Володарів Часу − так званий «Момент». Зробив це він для того, щоб припинити Війну страшною ціною − знищити обидві раси у стані війни: далеків та свій власний народ. Інтерфейс керування зброєю приймає вигляд Роуз Тайлер, супутниці двох майбутніх втілень Доктора, й переносить Воїна до майбутнього, щоб Доктор побачив, що станеться з ним самим, якщо він зробить те, що замислив. Воїн зустрічає розчавленого виною Десятого Доктора та Одинадцятого, який щиро бажає забути свій страшний секрет. Втрьох вони вирішують, що не зможуть знищити стільки життів, і за допомогою всіх інших втілень Доктора переносять Галліфрей до іншого простору та часу, створюючи ілюзію їхнього знищення. Через зникнення планети вогонь флоту далеків, які оточили Галліфрей з усіх боків, нищить далеків. 
Після порятунку батьківщини Воїн розуміє, що після повернення до своєї часової лінії він втратить пам’ять, і йому доведеться жити з хибними думками про те, що він знищив свій народ. Він дякує Десятому та Одинадцятому за те, що вони допомогли йому знов стати Доктором, повертається до своєї ТАРДІС та регенерує в Дев’ятого Доктора. 